# شامل زافوروف
شامل زافوروف (بالروسية: Шамиль Магомедович Завуров؛ مواليد 4 يوليو 1984) هو مُقاتل فنون قتالية مختلطة من أصل آفاري، يتنافس في قسمي الوزن الخفيف والوزن الخفيف المتوسط. وهو أحد المنافسين المحترفين في الفنون القتالية المختلطة منذ عام 2004، وهو بطل أم-1 العالمي السابق للوزن الخفيف.

## سجل فنون القتال المختلطة
| السجل المهني |        |         |
| 47 نزال      | 40 فوز | 6 خسارة |
| ضربة قاضية   | 13     | 2       |
| إخضاع        | 5      | 2       |
| قرار القضاة  | 22     | 2       |
| تعادل        | 1      | 1       |

ما لم يذكر خلاف ذلك، فإن التفاصيل الواردة في مربع التسجيل مأخوذة من شيردوغ

## وصلات خارجية
- شامل زافوروف على موقع شيردوغ (الإنجليزية)
- شامل زافوروف على موقع Tapology.com (الإنجليزية)
- شامل زافوروف على موقع إي إس بي إن (الإنجليزية)